# أليكس بروياس
أليكس بروياس (بالإنجليزية: Alex Proyas) هو مخرج أسترالي من مواليد مصر 23 سبتمبر 1963. من أشهر أعماله أنا ، روبوت والغراب

## روابط خارجية
- أليكس بروياس على موقع IMDb (الإنجليزية)
- أليكس بروياس على موقع ألو سيني (الفرنسية)
- أليكس بروياس على موقع ميوزك برينز (الإنجليزية)
- أليكس بروياس على موقع أول موفي (الإنجليزية)
- أليكس بروياس على موقع بوكس أوفيس موجو (الإنجليزية)
- أليكس بروياس على موقع قاعدة بيانات الأفلام السويدية (السويدية)
- أليكس بروياس على موقع إن إن دي بي (الإنجليزية)
- أليكس بروياس على موقع قاعدة بيانات الفيلم (الإنجليزية)
- أليكس بروياس على موقع كينوبويسك (الروسية)